# Русский труд
«Русский труд» — российская еженедельная политическая, экономическая и литературная газета XIX века.
Периодическое печатное издание «Русский Труд» выходило на русском языке в столице Российской империи городе Санкт-Петербурге с 19 января 1897 года.
Первым и единственным издателем и редактором газеты «Русский Труд» был русский военный и политический деятель, издатель и публицист Сергей Фёдорович Шарапов.
Газета «Русский труд» выделялась резкостью нападок на Министерство финансов Российской империи.
Газета «Русский Труд» подверглась трем предостережениям от властей — за резкость выражений в статье о православном духовном ведомстве (1897, № 45), за статью «Два дня в Гельсингфорсе» (1899, № 1) и за статью «Что предстоит исполнить до вселенского собора» (1899, № 5), — с приостановкой на один месяц; кроме того, ей были воспрещены печатание частных объявлений (за ст. в № 48, 1897 г.) и розничная продажа (за № 6, 1898 г.).
Последний номер газеты «Русский труд» вышел в свет в 1902 году.